# Gaëtan Dugas
Gaëtan Dugas (ur. 20 lutego 1953, zm. 30 marca 1984) – kanadyjski steward, chory na AIDS.
Pracował dla linii lotniczych Air Canada. W marcu 1984 roku w Centrum Kontroli i Prewencji Chorób (CDC) przeprowadzono badania śledzące kontakty i praktyki seksualne homoseksualnych i biseksualnych mężczyzn w Kalifornii, Nowym Jorku i kilku innych stanach. Odkryto, że Dugas znajdował się w centrum sieci partnerów seksualnych. Doprowadziło to do określenia go mianem pacjenta zero, chociaż podejrzenia, że to on przyniósł HIV do Ameryki Północnej zostały obalone. Jego przykład jest wykorzystywany w epidemiologii jako przypadek wskazujący.
Dugas podróżował po świecie i miał mnóstwo kontaktów seksualnych z innymi mężczyznami. W tamtym czasie homoseksualizm był w dużej mierze nielegalny, a środowisko gejowskie istniało głównie w podziemiach. Gejowskie bary i łaźnie były miejscem spotkań towarzyskich. Kwestie jak wiele wiedziano o wirusie HIV i AIDS na początku lat 80. oraz kiedy zdiagnozowano chorobę u Dugasa są sporne.
Dugas zmarł 30 marca 1984 roku w Quebec w Kanadzie w wyniku niewydolności nerek spowodowanej infekcją związaną z AIDS.

## Hipoteza pacjenta zero
Badania opublikowane w The American Journal of Medicine w 1984 udowodniły, że wiele początkowych zakażeń wirusem HIV pochodziło od chorego stewarda. Epidemiolodzy założyli hipotezę, że Dugas przyniósł wirus z Afryki i zaraził nim środowisko gejowskie na Zachodzie.
Na osobę Dugasa szczególną uwagę zwraca Randy Shilts w książce „And the Band Played On: Politics, People and the AIDS Epidemic” (1987), która dokumentuje wybuch epidemii AIDS w Stanach Zjednoczonych, i której filmowa adaptacja „A orkiestra grała dalej”, ukazała się w 1993 roku (Jeffrey Nordling jako Gaëtan Dugas). Dugas jest opisany jako czarujący, przystojny i wysportowany mężczyzna, który według własnej oceny posiadał setki partnerów seksualnych rocznie. Twierdził, że odkąd stał się aktywny seksualnie w 1972 roku, miał ponad 2500 partnerów seksualnych w Ameryce Północnej. Shilts prezentuje zachowania Dugasa jako będące prawie socjopatyczne – rzekomo celowo zarażając albo przynajmniej lekkomyślnie narażając innych na kontakt z wirusem HIV. Mimo że został ostrzeżony przez lekarzy, iż może przenosić chorobę na innych, odpowiedział: „Ktoś mnie tym zaraził, ale nie zamierzam rezygnować z seksu”.
Analiza genetyczna HIV wspiera niejako teorię pacjenta zero, gdyż Dugas zaliczany jest do grupy homoseksualnych mężczyzn, którzy często podróżowali, były bardzo aktywni seksualnie i zmarli na AIDS w bardzo wczesnym stadium epidemii.
Jednak duża liczba ekspertów wyraziła swoje zastrzeżenia co do badań CDC na temat pacjenta zero i obarczenia Dugasa odpowiedzialnością za sprowadzenie HIV do miast, takich jak Los Angeles i San Francisco. W badaniu poświęconemu pacjentowi zero, średnia długość czasu pomiędzy kontaktem seksualnym a wystąpieniem objawów wynosiła 10 i pół miesiąca. Choć książka Shiltsa nie stawia takiego zarzutu, powszechna stała się plotka, że Dugas był głównym roznosicielem wirusa. W 1988 roku Andrew R. Moss opublikował przeciwstawny punkt widzenia w amerykańskim dwutygodniku The New York Review of Books.
Artykuł z listopada 2007 roku opublikowany w czasopiśmie naukowym Proceedings of the National Academy of Sciences dowodzi, że HIV został wprowadzony do Haiti z Afryki w 1966 roku, a z Haiti do Stanów Zjednoczonych w 1969 roku. Wyniki te wydają się odrzucać hipotezę pacjenta zero, że Dugas był odpowiedzialny za wprowadzenie wirusa HIV do Ameryki Północnej.
W maju 2016 roku, grupa naukowców pod kierownictwem prof. Michaela Worobeya, ekologa i biologa ewolucyjnego, przeprowadziła badania genetyczne próbek krwi pobranych od gejów i biseksualnych mężczyzn w 1978 i 1979 roku jako część badań dotyczących wirusowego zapalenia wątroby typu B i na podstawie wyników stwierdzono, że Dugas nie był źródłem wirusa w USA. Na drzewie genealogicznym wirusa HIV Dugas znalazł się w środku, nie na początku, a więc przekonanie, że jest on pacjentem zero – jak twierdzi prof. Worobey – nie jest poparte przez dane naukowe.